# Bandeira do Primeiro-Ministro de Portugal
A bandeira do Primeiro-Ministro constitui a insígnia e distintivo pessoal do chefe de governo de Portugal. Existe sob a forma de estandarte e sob a forma de galhardete. Como bandeira pessoal, destina-se exclusivamente a assinalar a presença do primeiro-ministro, só podendo ser assim arvorada num veículo que o transporte ou num local onde o mesmo se encontre e apenas durante o período em que aí permaneça.

## História
Até 1952, não existia uma bandeira pessoal que identificasse exclusivamente o chefe de governo de Portugal. Nos locais onde a sua presença deveria ser assinalada por uma bandeira, era arvorada a bandeira de ministro. Esta havia sido introduzida como distintivo pessoal para ser içado a bordo dos navios da Marinha em 1911, de acordo com o uso previsto na Ordenança geral da Armada. Em 1930, o Regulamento de continência e honras militares passou a prever também o seu uso em terra. A bandeira de ministro era retangular (com as mesmas proporções da bandeira nacional), de branco, com uma aspa de verde, tendo sobreposta uma esfera armilar amarela e brocante sobre ela o escudo de Portugal.
O surgimento de uma bandeira exclusiva para o chefe de governo viria a ocorrer na década de 1950, no âmbito do estabelecimento de novas insígnias militares para vários dos cargos previstos na nova organização das Forças Armadas e da Defesa Nacional de Portugal que estava então a ser implementada. Assim, através da Portaria n.º 14048 de 16 de agosto de 1952, é criada uma bandeira pessoal para o presidente do Conselho de Ministros, para uso na sua qualidade de presidente — por inerência de funções — do Conselho Superior de Defesa Nacional. A mesma portaria cria também uma bandeira pessoal para o recém-criado cargo de ministro da Defesa Nacional. A bandeira existiria sob a forma de insígnia militar e de galhardete ou distintivo pessoal. A Portaria n.º 14048 viria a ser substituída pela Portaria n.º 14082 de 10 de setembro do mesmo ano, mantendo-se os modelos de bandeiras, mas passando a descrição oficial das mesmas a ser feita de acordo com as normas tradicionais da heráldica. Segundo a última portaria, o estandarte que serviria de insígnia ao presidente do Conselho de Ministros estava ordenado como: em campo de azul, cinco besantes de prata, dispostos em aspa, bordadura de azul, filetada de prata, carregada de louros de ouro frutados de prata, acantonada com os cinco escudetes das armas nacionais em campo de prata. O estandarte seria usado suspenso de lança e haste de ouro com cordões e borlas de azul e prata. Os galhardetes ou distintivo pessoais representativos do presidente do Conselho seriam miniaturas do estandarte. O modelo de bandeiras do presidente do Conselho de Ministros e do ministro da Defesa Nacional eram assim significativamente diferentes das restantes bandeiras identificativas de outras entidades do Estado, as quais apresentavam um formato retangular (com proporções idênticas às da bandeira nacional), com as armas nacionais ao centro e assentes num campo ou em peças variáveis de cor verde.
Em 1972, foi tomada a decisão de remodelar a bandeira do chefe de governo, sendo adotado um grafismo mais análogo ao presente nas bandeiras de outras entidades do Estado. A nova bandeira será semelhante à de ministro, mas acrescida de uma bordadura. Assim, através da Portaria n.º 61/72 de 2 de fevereiro de 1972, foram remodeladas as insígnias militares do presidente do Conselho de Ministros e presidente do Conselho Superior de Defesa Nacional. Tal como anteriormente, existiria um estandarte e um galhardete ou distintivo pessoal, sendo este uma miniatura do primeiro. O galhardete para viaturas mediria 0,3 m x 0,202 m e enfiaria numa haste de metal dourado por uma bainha contínua. O galhardete para arvorar poderia ter várias dimensões (1, 1½, 2 ou 3 panos), adequando-se ao tamanho do mastro ou edifício onde fosse içado. 
A bandeira estabelecida em 1972, continua ainda hoje em vigor como bandeira pessoal do chefe de governo de Portugal, mesmo após a mudança de designação do cargo para "primeiro-ministro" em 1974 e do seu titular ter deixado de ter como atributo o exercício da presidência do Conselho Superior de Defesa Nacional.

## Descrição heráldica e vexilológica
De acordo com a Portaria n.º 61/72, o presidente do Conselho de Ministros (atual primeiro-ministro) usará como insígnia: um estandarte retangular, de prata, com uma aspa de verde, tendo sobreposta uma esfera armilar de ouro e brocante sobre ela o escudo de Portugal moderno; bordadura de vermelho com uma coroa de folhas de louro de ouro, frutadas do mesmo. As dimensões deste estandarte seriam as usuais.
Segundo a mesma portaria, o galhardete, ou distintivo pessoal, representativo do primeiro-ministro é constituído pela miniatura do estandarte cuja descrição heráldica é objeto da portaria. A haste do galhardete para viatura deverá ser de metal dourado e o galhardete enfiará nela por meio de bainha contínua. A lança da haste para viatura será de metal dourado, em folha de loureiro, com nervura boleada. As dimensões do galhardete para viatura serão de 0,300 m x 0,202 m. O galhardete para arvorar poderá ter 1 pano (0,69 m x 0,46 m), 1½ pano (1,04 m x 0,09 m), 2 panos (1,38 m x 0,92 m) ou 3 panos (2,07 m x 1,38 m).

## Evolução das bandeiras de chefe de governo de Portugal
- Entre 1911 e 1952
- Entre 1952 e 1972
- Desde 1972